# Tromsø
Tromsø (norsky  ˈtrʊmsø, sámsky Romsa, švédsky Tromssa) je město a obec v kraji Troms v severním Norsku. Administrativním centrem je (vlastní) město Tromsø.
Obec o rozloze 2 521 km² je 12. největší z 356 norských obcí. S počtem obyvatel necelých 78 000 je Tromsø 12. nejlidnatější obcí v Norsku. Hustota zalidnění obce je 31 obyvatel na kilometr čtvereční a počet obyvatel se za předchozí desetileté období zvýšil o 14,4 %. Je to největší městská oblast v severním Norsku a třetí největší osídlení severně od polárního kruhu kdekoli na světě (po Murmansku a Norilsku).
Střed města je na východní straně ostrova Tromsøya – přibližně 400 km severně od severního polárního kruhu. Předměstské oblasti zahrnují Tromsdalen (na pevnině východně od ostrova Tromsøya), východní část ostrova Kvaløya a západ ostrova Tromsøya. Most v Tromsø a čtyřproudový tunel spojuje ostrov Tromsøya s pevninou, na západě spojuje most Sandnessund ostrov Tromsøya s ostrovem Kvaløya.

## Dějiny
Archeologické výzkumy prokázaly osídlení v této oblasti již před 9 000 lety. První písemná zmínka o dnešním městě Tromsø se nachází ve středověké kronice z doby panování krále Alfréda v Anglii, kterého navštívil jakýsi severonorský náčelník Ottar z lidu Sami a vyprávěl mu o své zemi. Tato událost se údajně odehrála v roce 892 a Ottarovo sídlo se nacházelo jižně od dnešního Tromsø.
V roce 1252 se Tromsø stalo církevní obcí, jejíž omezená obchodní privilegia závisela po celý středověk na větším a bohatším Bergenu. Status samostatného města se všemi privilegii získalo Tromsø až v roce 1794. V 19. století význam města vzrostl zřízením biskupství (1834), otevřením pedagogické školy (1848) a vybudováním loděnice (1872). Na konci 19. století se Tromsø stalo hlavním obchodním centrem v Arktidě, odkud vyráželo mnoho průzkumných výprav do Arktidy. Objevitelé jako Roald Amundsen, Umberto Nobile a Fridtjof Nansen ve městě najímali posádky. V roce 1927 zde byla otevřena Observatoř pro výzkum polární záře.
U Tromsø působila i německá válečná loď Tirpitz a byla zde také potopena letadly Avro Lancaster.
V roce 1964 bylo ve městě otevřeno letiště a v roce 1972 nejseverněji položená univerzita na světě (Universitetet i Tromsø – Norges arktiske universitet).

## Podnebí
Tromsø je známo pro své množství sněhu v zimní sezóně, ačkoli se množství sněhu rok od roku velmi liší. V zimní sezóně 1996–1997 dosáhla sněhová pokrývka rekordní hodnoty, když bylo 29. dubna 1997 na meteorologické stanici na vrcholku ostrova Tromsøya s jistými obtížemi naměřeno 240 cm sněhu. Nejnižší teplota byla zaznamenána −18,6 °C, zatímco v létě roku 1972 teploty dosáhly 30 °C.

## Pamětihodnosti

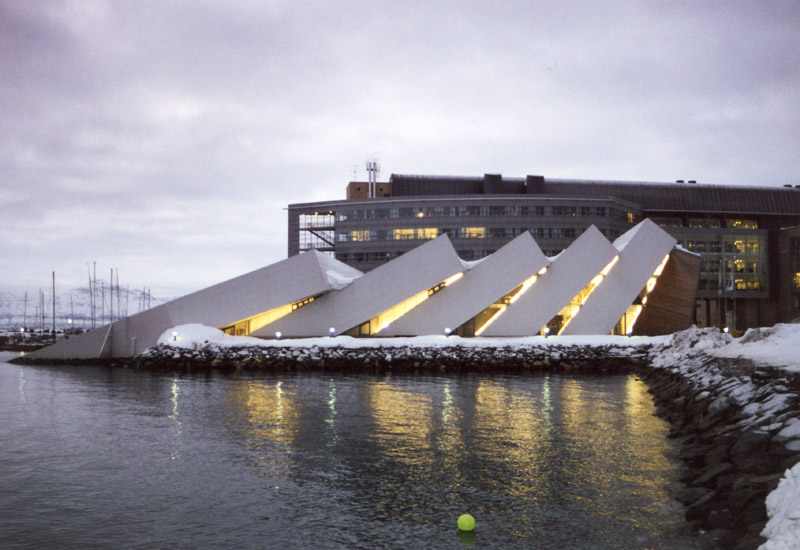
Museum Polaria

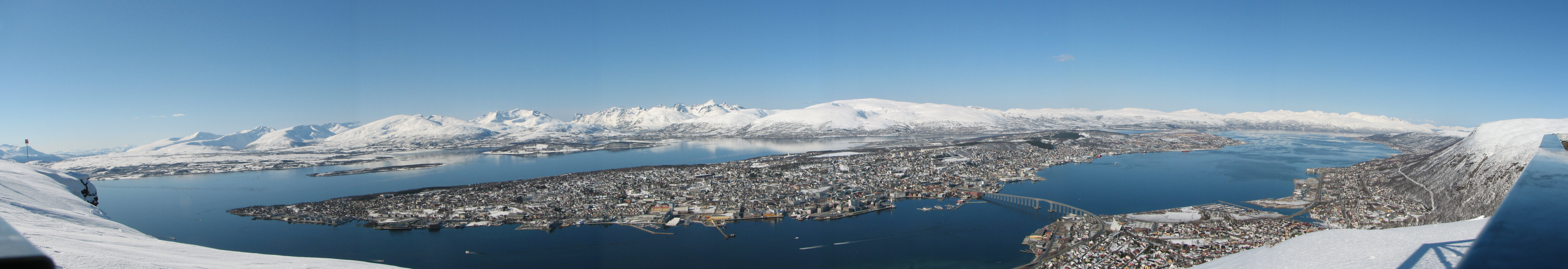
Pohled na Tromsø

Střed města je největší koncentrací historických dřevěných domů na sever od Trondheimu.
Velké množství domů pochází z období mezi lety 1789 a 1904, kdy byla stavba dřevěných domů ve středu města zakázána. Historické domy tak stojí vedle moderní architektury. Pamětihodnosti zahrnují Tromsøkatedral (norská celodřevěná katedrála, postavena roku 1861), Ishavskatedral (pozoruhodný moderní kostel z roku 1965) a akvárium Polaria z roku 1998.
Nejstarším domem v Tromsø je Skansen, postaven roku 1789 na pozůstatcích rašeliništní hradby ze 13. století. Nejstarší norské kino v provozu – Verdensteatret – bylo postaveno v letech 1915–1916. Leží přímo v Tromsø a  jeho zajímavostí jsou také velké nástěnné malby zobrazující scény z norských pohádek a lidových tradic. Vytvořil je místní umělec Sverre Mack v roce 1921.
Tromsø Museum je univerzitní muzeum, které je věnováno kultuře a přírodě Severního Norska. Malinké Polární muzeum věnuje pozornost minulosti Tromsø a  jeho významu při dobývání a při pořádání arktických výprav, muzeum je v přístavním domě z roku 1837.

## Zajímavosti
Městu se přezdívá Paříž severu.
Půlnoční slunce je viditelné v Tromsø od 18. května do 26. července. Na druhou stranu slunce zůstává pod obzorem od 26. listopadu do 15. ledna. Nicméně město je obklopeno horami a ve skutečnosti je půlnoční slunce pozorovatelné jen od 21. května do 21. července, a temné období trvá již od 21. listopadu do 21. ledna. Návrat slunce je vhodná událost pro oslavy.

## Osobnosti
- Peter Wessel Zapffe (1899 – 1990), spisovatel, filozof a horolezec
- Lene Marlin (* 1980), pop-rocková zpěvačka

## Partnerská města
- Anchorage, Aljaška, USA, 1969
- Gaza, Palestina, 2001
- Grimsby, Spojené království, 1961
- Kemi, Finsko, 1940
- Luleå, Švédsko, 1950
- Murmansk, Rusko, 1972
- Pune, Indie, 1966
- Quetzaltenango, Guatemala, 1999
- Ringkøbing, Dánsko, 1950
- Záhřeb, Chorvatsko, 1971
- Archangelsk, Rusko, 2011